# كلية الصيدلة (جامعة سوهاج)
كلية الصيدلة جامعة سوهاج هي كلية حكومية مصرية أنشئت بقرار المجلس الأعلى للجامعات الصادر في 2013 وبدأت الدراسة بالكلية في العام الجامعى 2013/2014.

## التاريخ
بدأت الدراسة بالكلية في العام الجامعى 2013-2014 بقرار المجلس الأعلى للجامعات الصادر في يوم 7 يونيو 2013، وتعمل الكلية باللائحة الداخلية لكلية الصيدلة (جامعة أسيوط) والصادرة بالقرار الوزارى رقم 1440 بتاريخ 30 يونيو 2006 بإصدار اللائحة الداخلية الجديدة للكلية للعام الجامعى 2006-2007، وقد طبقت هذه اللائحة على طلاب الفرقة الإعدادية المستجدين والباقين للإعادة بذات الفرقة إعتباراً من العام الجامعى 2006-2007 في جامعة أسيوط.

## مباني الكلية
تم تخصيص مباني جديدة لكلية الصيدلة بمقر الجامعة الجديد بمدينة سوهاج الجديدة مجهزة بأحدث التقنيات الحديثة وعوامل الأمان، وذلك طبقاً للمواصفات القياسية لمعايير الجودة، حيث يضم المبنى الجديد معامل طلابية وبحثية، قاعات تدريس ومدرجات حديثة تواكب الجيل الرابع من الجامعات ومزودة بوسائل الحماية المدنية الحديثة ونظام المراقبة الإلكترونى بأحدث الكاميرات، إلى جانب تخصيص مناطق مفتوحة لممارسة الأنشطة الطلابية، وإنشاء صالات حديثة للجيمينيزيوم والألعاب الرياضية، وعدد من الكافتريات ومراكز خدمات طلابية.
كلية الصيدلة تضم مبنيين كل مبني مقام على مساحة 2500 متر مربع، ويضم كل مبنى منهم بدروم ودور أرضى و4 أدوار متكررة، بالإضافة إلى مبني المعامل ومبني الفصول الدراسية، حيث يحتوي كل مبني على 3 مدرجات بسعة 500 طالب لكل مدرج، إلى جانب الغرف الدراسية والإدارية والكافتيريا.

## أقسام الكلية
تضم الكلية الأقسام العلمية  التالية:
- قسم الصيدلة الإكلينيكية
- قسم الأدوية والسموم
- قسم الصيدلانيات والصيدلة الإكلينيكية
- قسم العقاقـــير
- قسم الكيمياء التحليلية الصيدلية
- قسم الكيمياء الحيوية
- قسم الكيمياء الصيدلية
- قسم الميكروبيولوجى والمناعة

## البرامج الأكاديمية
- برنامج العلوم الصيدلية.
- برنامج الصيدلة الإكلينيكية.
- بكالوريوس الصيدلة «فارما دى».
- بكالوريوس الصيدلة «فارما دى» الصيدلة الإكلينيكية.

## مصنع التدريب الطلابى للتصنيع الدوائى
يتم إنشاء مصنع تدريبى طلابى للتصنيع الدوائى يحتوي على أحدث الأجهزة الصناعية، بالإضافة إلى بيت للحيوان لخدمة العملية التعليمية والبحثية بالكلية.